# Branca Alves de Lima
Branca Alves de Lima (São Paulo, 13 de agosto de 1910 – São Paulo, 25 de janeiro de 2001) foi uma educadora brasileira. Ficou conhecida por editar a cartilha Caminho Suave, que se tornou um fenômeno editorial na alfabetização de crianças pelo Brasil.

## Biografia
Começou a lecionar em escolas do interior de São Paulo durante a década de 1930. Seu primeiro trabalho foi em uma escola rural localizada em Jaboticabal. Na época, segundo ela, era obrigatório lecionar por um ano em uma escola de zona rural e alfabetizar no mínimo quinze alunos para poder conseguir ensinar em uma escola urbana.
Em 1936, passou a lecionar em Rio Preto, no grupo escolar Cardeal Leme. Lá, iniciou experiências de alfabetização com imagens associadas à sílabas. Ela percebeu que, se associar uma letra a uma figura, as crianças não se esqueceriam. A letra G foi associada a um gato e a o F a uma faca, por exemplo.
De acordo com Branca, os métodos anteriores de alfabetização não eram eficientes, pois começavam com as orações para depois chegar às palavras.
O sucesso dos cartazes fez com que muitas professoras a sugerissem que ela escrevesse uma cartilha. Para poder aumentar a transmissão desse sistema, Branca criou o livro Caminho Suave em 1949. Com a ajuda do pai, um contador, bancou sozinha a distribuição de 5 mil exemplares — mil distribuídos às escolas e os outros 4 mil foram vendidos rapidamente. Sua empresa passou a se chamar editora Caminho Suave.
Seu método consiste na alfabetização pela imagem. Depois da fase em que se associa desenhos a letras é que se começa a usar pequenos textos de fixação. Segundo ela, esse método segue em ordem alfabética, não colocando sílabas que ainda não foram apresentadas.
Em 1971, a cartilha apresentou a primeira alteração, passando a ser colorida e com noções de gramática funcional. Já em 1980, ganhou espaço para exercícios escritos. Até 1987, o livro vendeu mais de 40 milhões de exemplares.
A cartilha perdeu força quando o governo brasileiro passou a adotar o método construtivista, cujos maiores expoentes são Jean Piaget e Paulo Freire. Em 1996, a Caminho Suave foi excluída do Programa Nacional do Livro Didático. Naquele mesmo ano, Branca fechou a sua editora, com os direitos da publicação sendo repassados para a Edipro.

## Morte
Branca morreu no dia 25 de janeiro de 2001, no Hospital Beneficência Portuguesa, em São Paulo, vítima de um câncer de pulmão. Era solteira e não tinha filhos.

## Legado
Apesar de o livro não ser mais distribuído pelo Estado brasileiro, a Caminho Suave continuou a ser lembrada pelos leitores. Em 2010, chegou à 129ª edição e era um dos cinco livros mais vendidos pela Livraria da Folha. Em 2020, a cartilha foi lembrada pelo então presidente Jair Bolsonaro, que criticou os livros didáticos usados no Brasil e recordou que foi alfabetizado através da publicação de Branca Alves de Lima.